# 앨버트 반두라

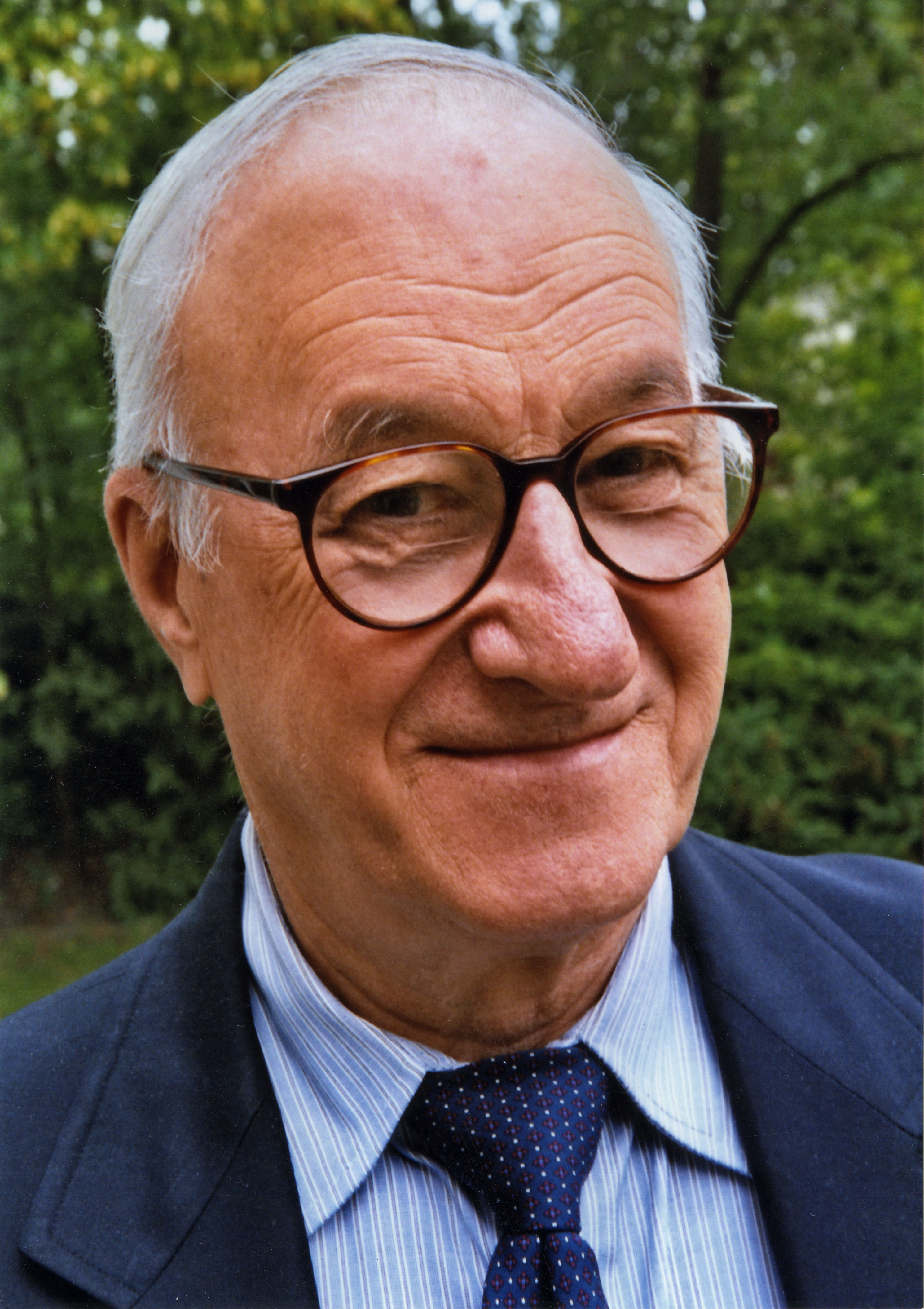

앨버트 반두라(Albert Bandura, 1925년 12월 4일 - 2021년 7월 26일)는 미국의 심리학자로 사회학습이론의 주창자이며 현대 교육심리학 분야의 석학이다. 아이오와대학교 시절 학습이론가인 스펜스(Kenneth Spence)의 영향을 받아 행동수정이론·관찰학습·자기효능 등에 관해 연구하였다. 보보인형 실험(Bobo doll experience)으로 유명하다.

## 생애
캐나다의 앨버타 먼데어에서 출생하였다. 브리티시컬럼비아 대학교에서 심리학을 전공하였으며, 아이오와 대학교에서 석사와 박사 과정을 거쳤다. 반두라는으로 두드러지게 유명하다.
반두라는 1953년부터 스탠퍼드 대학교에서 교수로 지내면서 그의 전공을 발휘했다. 1974년에는 미국심리학회(APA)의 대표로 선출되었으며 1981년에는 서부심리학회(WPA) 회장을 역임하였다.

## 업적
이전의 행동주의 심리학이 과학적이고 전문적인 관점임에도 불구하고 이러한 조건반응의 '원인-결과'로 보여지는 측면뿐만아니라  중간과정에서 작용하는 매개변인을 인지적으로 다루고 이를 결부시키는것 또한  중요하다는 시각을 선구적으로 연구 작업하였다. 이러한 연구는 행동주의와 인지주의를 결합한 형태로 취급받는다.
행동주의의 일반적 전제를 놓고 비교할 때 그를 인지주의 이론가로 평가할 수 있다. 심리학적으로 그의 연구는 조건-반응화 외 인지 과정 전반의 중요성을 강조하고 있다는 점에서 범적인 의미의 인지주의 심리학자로 평가받기도 한다.

## 사회학습이론
사회 학습 이론은 실제 세계에서 발생하는 광범위한 학습 경험을 설명할 수 있는 포괄적인 모델을 제공하기 위해 행동 및인지 학습 이론을 통합했다. 1963년에 반두라(Bandura)와 월터스(Walters)가 처음에 설명하고 1977년에 자세히 설명 된 것처럼 사회 학습 이론의 주요 원리는 다음과 같다.
-학습은 순전히  '자극과 반응'의 행동만이 아니다. 오히려 그것은 사회적 맥락에서 일어나는 인지 과정이다.
-학습은 행동을 관찰하고 행동의 결과를 관찰함으로써 발생할 수 있다 (대리 강화,vicarious reinforcement).
-학습에는 관찰, 해당 관찰에서 정보 추출 및 행동 수행에 대한 결정 (관찰 학습 또는 모델링,observational learning or modeling)이 포함된다. 따라서 학습은 눈에 띄는 행동 변화없이 발생할 수 있다.
-강화는 학습에 중요한 역할을 하지만 학습에 대한 책임은 전적으로 없다.
-학습자는 수동적인 정보 수신자가 아니다. 인식, 환경 및 행동은 모두 서로에게 영향을 미친다 (상호 결정론, reciprocal determinism).

## 상호결정론
상호결정론은 환경자극이 인간 행동에 영향을 주지만 신념, 기대와 같은 사람요인 역시 인간의 행동 방식에 영향을 준다는 가정이다. 인간의 행동은 배타적으로 내적 요인이나 외적 요인에 의해, 혹은 단순한 둘의 조합에 의해 결정되지 않고  행동, 인지. 환경 요인을 수반하는 상호결정론에 기인한다.
세 요인 상호 결정론은 인지 및 다른 사람요인, 행동, 환경 영향이 서로의 결정요인으로서 상호작용한다는 원리이다.
-사람들은 단순히 환경사건에 반응하지 않고, 적극적으로 자신의 환경을 창조하고 변화시키기 위해 행동한다.
-인지요인은 어떤 환경사건이 지각될 것인가와 어떻게 해석되고, 조직화되고, 다루어질 것인가를 결정한다.
-행동으로부터 정적 혹은 부적 피드백은 역으로 사람들의 생각(인지)과 그들이 환경을 변화시키려고 행동하는 방식에 영향을 준다.

## 학습모델
학습모델은 인간 행동을 설명 하는 데 선행되는 조건형성에 인지적 중재를 포함시켜 체계적이고 통합적인 개념 모델이다.
사회적 인지학습모델은 다음과 같은 여섯 단계로 형성된다.
1. 자극(S1) : 이러한 자극은 피험자의 과거사와 경험에서 비롯된 기대된 강화를 품고있다.
2. 주의: 피험자는 자신에게 관련된 것들에 선택적으로 주의를 기울인다.
3. 자극(S2): 이러한 자극은 피험자가 모델을 관찰하는 본보기 자극이다.
4. 인지적 과정: 이러한 인지적 과정에는 상징적 부호화, 인지적 재구조화, 인지적 연습이 포함된다.
5. 반응: 인지적 과정에 따른 반응이다.
6. 자극(S3): 이러한 자극은 반응에 따라 비롯되는 강화하는 자극이다.[8]

## 자기효능감
자기효능감이란 바람직한 효과를 산출하는 행동을 성공적으로 수행할 수 있다는 개인의 신념을 가리킨다. 높은 자기효능감은 개인이 그러한 행동을 수행할 수 있다는 신념을 반영한다. 자기효능감은 자아존중감이랑은 다른것으로 자아존중감은 자기가치에 대한 판단을 포함하지만, 자기효능감은 개인의 능력에 대한 판단을 수반한다. 자기효능감은 수행과는 별도로 발달되며, 한 개인의 행동을 예측할 수 있는 근거를 제시하기도 한다. 자기효능감은 사회적 인지이론의 중요한 개념 중의 하나로서, 인간의 사고, 동기, 행위를 관장하는 데 있어 핵심적인 역할을 한다. 자기효능감의 네가지 주요한 원천은 다음과 같다.
1. 성취경험: 목표를 달성하기 위한 시도에서 비롯된 성공/실패에 대한 과거 경험은 자기효능감의 가장 중요한 결정요인이다.
2. 대리경험: 타인의 성공/실패를 목격하는 것은 유사한 상황에서 개인의 유능감을 평가하기 위한 비교 근거를 제공한다.
3. 언어적 설득: 타인으로부터 어떤 과제를 숙달할 수 있는지 혹은 숙달할 수 없는지에 관해 듣는 것은 자기 효능감을 증가 혹은 감소 시킬 수 있다.
4. 정서적 각성: 개인의 자기 효능감은 어떤 주어진 수행상황에서 개인이 느끼는 정서적 각성의 정도와 질에 의해 영향을 받는다. 개인이 느끼는 불안의 정도는 어려움, 스트레스, 그리고 어떤 과제가 나타내는 지속성의 지각된 정도에 대한 중요한 정보를 제공한다.

자기효능감은 개인 자기효능감뿐 아니라 집단 자기효능감도 있다. 집단 자기효능감은 집단의 목표를 달성하기 위한 행동을 조직하고 수행할 수 있는 능력에 대한 집단의 공유된 믿음을 가리킨다. 집단 자기효능감의 원천과 기능은 개인 자기효능감의 원천 및 기능과 유사하다.

## 주요 저서
- 청소년의 공격성(Adolescent Aggression)-1959년
- 공격성: 사회학습분석(Aggression: A Social Learning Analysis)-1973년
- 사회학습과 성격발달(Social Learning and Personality Development)-1963년
- 사회학습이론(Social Learning Theory)-1977년
- 사고와 행동의 사회적 기초(Social Foundation of Thought and Action)-1986년
- 자기효능감(Self-efficacy: The exercise of self-control)-1997년

## 같이 보기
- 아론 벡
- 앨버트 엘리스